# Meiseberg (Grünberger Höhen)
Der Meiseberg (polnisch Góra Wilkanowska, 221 m über dem Meeresspiegel) ist die höchste Erhebung im nördlichen Niederschlesien, gelegen südwestlich von Zielona Góra (deutsch Grünberg in Schlesien). Der Berg zählt nach heutiger polnischer Einteilung zu den Piastenbergen (Wzgórza Piastowskie). Auf dem Hügel kreuzen sich viele Wanderwege rund um Zielona Góra. Nach vormaliger deutscher Einteilung gehört der Berg zu den Grünberger Höhen.

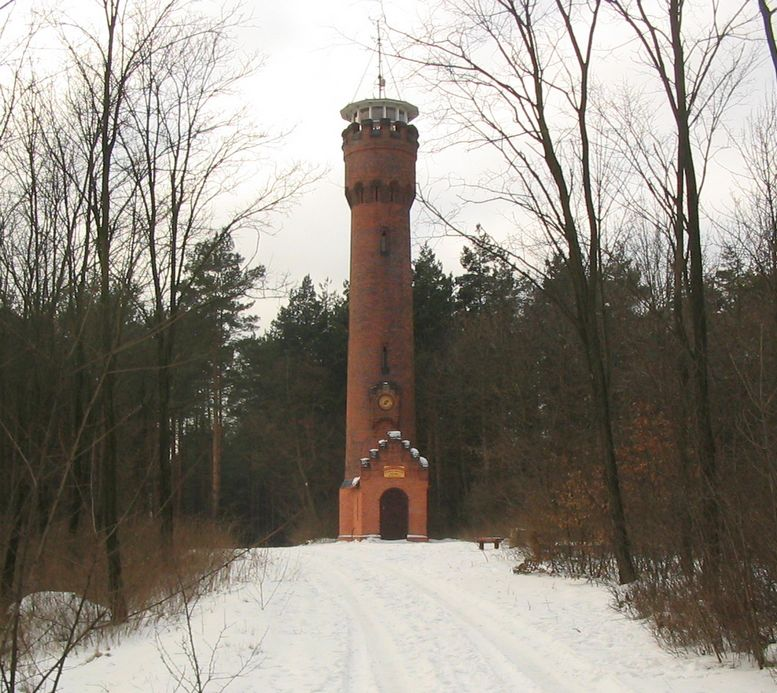
Meiseberg mit Bismarckturm

## Bismarckturm
Stadtbaurat Albert Severin regte den Bau dieses Bismarckturmes in Grünberg an. Der 20 m hohe schlanke Rundturm trägt eine Zinnenbekrönung. Ein quadratischer Vorbau mit Treppengiebel dient als Wetterschutz. Oberhalb des Vorbaus am Turm war ein Bismarck-Medaillon angebracht, darüber in einem kleinen Giebelfeld ein kleines Bismarck-Wappen. Im Bereich der Aussichtsplattform kragt der Turm leicht aus. Über eine Innentreppe ist die Aussichtsplattform erreichbar.
Jedoch wurden das Bismarck-Reliefbild und das Wappen herausgeschlagen. Das Bauwerk wurde als Radio- und Telekommunikationsstation Wilkanowo (Wittgenau) genutzt, wofür die Feuerschale demontiert worden war.
Im Treppengiebel des Vorbaus, direkt über der Eingangstür, wurde die Inschrift 
 angebracht.

## Nachweise
1. ↑  Berliner geographische Arbeiten. Band 8-14, 1935, S. 21.
2. ↑  Bismarckturm vom Gartenbau-Verein - Der Bismarckturm in Grünberg (Zielona Góra). In: www.bismarcktuerme.net. Abgerufen am 8. Juni 2024.

Koordinaten: 51° 55′ N, 15° 28′ O